# Daniil Koulikov
Daniil Mikhaïlovitch Koulikov (en russe : Даниил Михайлович Куликов ; également orthographié en anglais : Kulikov), né le 24 juin 1998 à Reoutov, est un footballeur russe qui évolue au poste de milieu défensif.

## Biographie

### Carrière en club
Issu du centre de formation du Lokomotiv Moscou, il fait ses débuts avec l'équipe senior le 31 octobre 2018 à l'occasion d'un match de coupe de Russie contre le FK Ienisseï Krasnoïarsk, coupe que les Moscovites gagneront par la suite, avec Koulikov sur le banc.
Le 26 novembre 2019, il joue son premier match en Ligue des champions avec le Lokomotiv, lors de la réception du Bayer Leverkusen (défaite 0-2).

### Carrière en sélection
Convoqué par Mikhail Galaktionov, il fait ses débuts en équipe de Russie espoirs le 13 novembre 2020 à l'occasion d'un match amical contre la Hongrie.

## Statistiques
| Saison                | Club                  | Championnat           | Championnat | Championnat | Coupe(s) nationale(s) | Coupe(s) nationale(s) | Compétition(s) continentale(s) | Compétition(s) continentale(s) | Compétition(s) continentale(s) | Total | Total |
| Saison                | Club                  | Division              | M.          | B.          | M.                    | B.                    | Comp.                          | M.                             | B.                             | M.    | B.    |
| 2017-2018             | Kazanka Moscou        | D3                    | 23          | 0           | -                     | -                     | -                              | -                              | -                              | 23    | 0     |
| 2018-2019             | Kazanka Moscou        | D3                    | 16          | 1           | -                     | -                     | -                              | -                              | -                              | 16    | 1     |
| 2019-2020             | Kazanka Moscou        | D3                    | 3           | 0           | -                     | -                     | -                              | -                              | -                              | 3     | 0     |
| Sous-total            | Sous-total            | Sous-total            | 42          | 1           | -                     | -                     | -                              | -                              | -                              | 42    | 1     |
| 2018-2019             | Lokomotiv Moscou      | D1                    | -           | -           | 1                     | 0                     | -                              | -                              | -                              | 1     | 0     |
| 2019-2020             | Lokomotiv Moscou      | D1                    | 6           | 0           | 1                     | 0                     | C1                             | 1                              | 0                              | 8     | 0     |
| 2020-2021             | Lokomotiv Moscou      | D1                    | 25          | 0           | 4                     | 0                     | C1                             | 4                              | 0                              | 33    | 0     |
| 2021-2022             | Lokomotiv Moscou      | D1                    | 17          | 0           | 1                     | 0                     | C3                             | 2                              | 0                              | 20    | 0     |
| 2022-2023             | Lokomotiv Moscou      | D1                    | 11          | 0           | 5                     | 0                     | -                              | -                              | -                              | 16    | 0     |
| Sous-total            | Sous-total            | Sous-total            | 59          | 0           | 12                    | 0                     | -                              | 7                              | 0                              | 78    | 0     |
| Total sur la carrière | Total sur la carrière | Total sur la carrière | 101         | 1           | 12                    | 0                     | -                              | 7                              | 0                              | 120   | 1     |

## Palmarès
Lokomotiv Moscou
- Vainqueur de la Coupe de Russie en 2021.